# The Bootleg Series Vol. 6: Bob Dylan Live 1964, Concert at Philharmonic Hall
The Bootleg Series Vol. 6: Bob Dylan Live 1964, Concert at Philharmonic Hall – koncertowy podwójny album nagrany przez Boba Dylana 31 października 1964 r. w Philharmonic Hall w Nowym Jorku i wydany w 2004 r.

## Historia i charakter albumu
W październiku 1964 r. Bob Dylan był już po nagraniu i wydaniu Another Side of Bob Dylan, ale przed nagraniem przełomowego albumu Bringing It All Back Home, do którego miał już przygotowanych kilka utworów.
Koncert w Sali Filharmonicznej był podzielony na dwie części rozdzielone 15-minutową przerwą. W pierwszej części artysta wykonał nowe i nowatorskie utwory oraz kilka swoich dawnych typowych, zaangażowanych piosenek, z których właśnie znała go publiczność.
Wykonał także satyryczną piosenkę ośmieszającą skrajnie prawicowe ugrupowanie (istniejące do dziś) „John Birch Society”. Półtora roku wcześniej, w maju 1963 r. Dylan miał wystąpić w słynnym programie The Ed Sullivan Show, do którego wybrał piosenki, wśród nich „Talkin' John Birch Society Paranoid Blues”. Po usłyszeniu wybranych piosenek podczas próby, kierownictwo CBS, wbrew protestom Sullivana, nakazało zamiast tej piosenki wykonać inną. Przeciwnie do Presleya, który ustąpił przed cenzurą CBS, Dylan odmówił występu i zyskał w prasie opinię bohatera. I właściwie nigdy już w TV CBS nie wystąpił z większym recitalem.
Nagrania te sygnalizują pojawienie się „nowego” Dylana, mniej zainteresowanego sprawami socjalnymi, politycznymi czy ruchem antywojennym. Nowe piosenki, które zaśpiewał, a które były przygotowywane do albumu Bringing It All Back Home [czyli m.in. „It’s Alright, Ma (I’m Only Bleeding)” i „Mr. Tambourine Man'”] wykazywały, że zaczyna się interesować bardziej samą poezją i zaczął odkrywać strumień świadomości. Jednak w dalszym ciągu był postrzegany jako główny symbol walki o prawa obywatelskie i ruchu antywojennego.
Dlatego koncert ten uchwycił moment przechodzenia Dylana z pozycji artysty zaangażowanego na pozycję artysty zainteresowanego głównie sprawami artystycznymi. Prawdopodobnie nikt wtedy nie potraktował serio (był to koncert halloweenowy) – sądząc z wybuchu śmiechu – słów Dylana Noszę maskę Boba Dylana... Z dzisiejszego punktu widzenia widać, że bycie symbolem i zakrzepłe postrzeganie Dylana przez społeczeństwo – zdecydowanie mu ciążyło.
Początkowo planując The Bootleg 6 ani Sony ani Dylan nie byli pewni, co zamierzają na nim umieścić. Według Steve’a Berkowitza (A & R firmy Sony) decyzje, co umieszczać w The Bootleg Series należą tylko i wyłącznie do Dylana i Sony (Columbia) się do tego nie wtrąca. M.in. rozważano kandydaturę jednego z dwóch koncertów z 1963 r.: w Carnegie Hall i Town Hall w Nowym Jorku. W końcu Dylan wybrał koncert halloweenowy.
Koncert ten był już częściowo znany, gdyż został wydany na zarówno winylowym jak kompaktowym bootlegu. Jednak nie przedstawiał on całego koncertu oraz jakość nagrania była słaba.
Większość krytyków przyjęła album entuzjastycznie. Kilku jednak oceniało płytę bardzo nisko, wśród nich biograf Dylana Clinton Heylin. Na przeciwnym krańcu był z kolei Rob Fitzpatrick, który na łamach New Musical Express określił album jako „całkowicie genialny” i dał mu 10 punktów na 10 możliwych.

## Muzycy
- Bob Dylan – śpiew, gitara, harmonijka
- Joan Baez – śpiew (II. 4, 5, 6, 7)

## Lista utworów

### Pierwszy dysk
| 1.  | The Times They Are a-Changin’                                | 3:29    |
|     |                                                              |         |
| 2.  | Spanish Harlem Incident                                      | 3:07    |
|     |                                                              |         |
| 3.  | Talkin’ John Birch Paranoid Blues                            | 4:06    |
|     |                                                              |         |
| 4.  | To Ramona                                                    | 6:01    |
|     |                                                              |         |
| 5.  | Who Killed Davey Moore?                                      | 4:46    |
|     |                                                              |         |
| 6.  | Gates of Eden                                                | 8:32    |
|     |                                                              |         |
| 7.  | If You Gotta Go, Go Now (or Else You Got to Stay All Night)) | 4:06    |
|     |                                                              |         |
| 8.  | It’s Alright, Ma (I’m Only Bleeding)                         | 11:26   |
|     |                                                              |         |
| 9.  | I Don’t Believe You (She Acts Like We Never Have Met)        | 4:01    |
|     |                                                              |         |
| 10. | Mr. Tambourine Man                                           | 6:33    |
|     |                                                              |         |
| 11. | A Hard Rain’s a-Gonna Fall                                   | 7:44    |
|     |                                                              |         |
|     |                                                              | 1:03:51 |
|     |                                                              |         |

### Drugi dysk
| 1. | Talkin' World War III Blues                                | 5:52  |
|    |                                                            |       |
| 2. | Don’t Think Twice, It’s All Right                          | 4:34  |
|    |                                                            |       |
| 3. | The Lonesome Death of Hattie Carroll                       | 6:57  |
|    |                                                            |       |
| 4. | Mama, You Been on My Mind[a]                               | 3:35  |
|    |                                                            |       |
| 5. | Silver Dagger (trad. aranż. przez Joan Baez i Boba Dylana) | 3:47  |
|    |                                                            |       |
| 6. | With God on Our Side                                       | 6:17  |
|    |                                                            |       |
| 7. | It Ain’t Me Babe                                           | 5:11  |
|    |                                                            |       |
| 8. | All I Really Want to Do                                    | 4:01  |
|    |                                                            |       |
|    |                                                            | 40:14 |
|    |                                                            |       |

## Opis płyty
- Producent – Jeff Rosen, Steve Berkowitz
- Nagranie (nadzór) – Tom Wilson
- Miksowanie – Michael H. Brauer
- Asystent – Nat Chan
- Studio – Quad Studios, Nowy Jork
- Miejsce i data nagrania
  - Philharmonic Hall, Nowy Jork; 31 października 1964 r.
- Mastering – Greg Calbi
- Studio – Sterling Sound, Nowy Jork
- Kierownictwo artystyczne i projekt – Geoff Gans
- Fotografie – Hank Parker/Sony Music Archives; Daniel Kramer; Sandy Speiser; Douglas R. Gilbert; Barry Feinstein
- Menedżer produktu – Lisa Buckler
- Legacy – Jeff Jones, Adam Block
- Grupa produkcyjna – Dianne Lapson, Debbie Sweeney, Lynne Okin Sheridan, Robert Bower
- Czas – 1 godz. 44 min 12 sek.
- Firma nagraniowa – Columbia/Legacy
- Numer katalogowy – C2K 86882
- Data wydania – 30 marca 2004

## Listy przebojów

### Album
| Rok  | Lista                          | Pozycja |
| ---- | ------------------------------ | ------- |
| 2004 | Billboard USA. Albumy popowe   | 28      |
| 2004 | Wielka Brytania. Albumy popowe | 33      |